# Cantone dell'Alto Nebbio
Il cantone dell'Alto Nebbio era una divisione amministrativa dell'arrondissement di Calvi.
Ha fatto parte dell'arrondissement di Bastia fino al 1º gennaio 2010 quando è passato all'arrondissement di Calvi, insieme al cantone della Conca d'Oro.
A seguito della riforma approvata con decreto del 26 febbraio 2014, che ha avuto attuazione dopo le elezioni dipartimentali del 2015, è stato soppresso.
I 10 comuni facenti parte prima della riforma del 2014 erano:
- Lama
- Murato
- Pietralba
- Pieve
- Rapale
- Rutali
- San Gavino di Tenda
- Santo Pietro di Tenda
- Sorio
- Urtaca